# Мартынов, Николай Устинович
Николай Устинович Мартынов (род. 1932) — советский и российский художник.

## Биография
В 1981 г. избран Действительным членом Географического общества СССР при Академии Наук СССР.
В 1998 г. Лондонским международным биографическим центром удостоен почетного звания «Человек года», а также включен в книгу «2000 выдающихся людей планеты».
С 2003 г. Николай Устинович возглавляет отделение искусств Петровской Академии Наук и Искусств и занимает пост вице-президента.

## Участие в выставках
- 1957: Всесоюзная художественная выставка, посвященная 40-летию Октябрьской революции. Москва
- Выставка произведений ленинградских художников, посвященная 250-летию основания Ленинграда. Ленинград
- 1958: Выставка произведений ленинградских художников, посвященная фестивалю «Белые ночи». Ленинград
- Выставка произведений молодых ленинградских художников — производству. Ленинград
- 1963: Выставка произведений молодых ленинградских художников, г. Кириши
- 1964: Выставка произведений В. Емельянова, В. Коровина, Н. Мартынова. Салехард — Тюмень — Тазовское — Ленинград
- Зональная художественная выставка «Урал Социалистический». Свердловск
- 1965: Весенняя выставка произведений ленинградских художников. Ленинград
- Выставка произведений В. Емельянова, В. Коровина, Н. Мартынова. Ленинград
- Осенняя выставка произведений Ленинградских художников. Ленинград
- 1966: Всесоюзная художественная выставка «Молодые художники СССР». Москва
- Выставка произведений молодых художников Ленинграда. Ленинград
- Республиканская выставка «Молодые художники России». Москва
- 2019: Выставка «Воспоминания об Арктике» в Филиале Музея Мирового океана. Санкт-Петербург